# Varmluftsugn

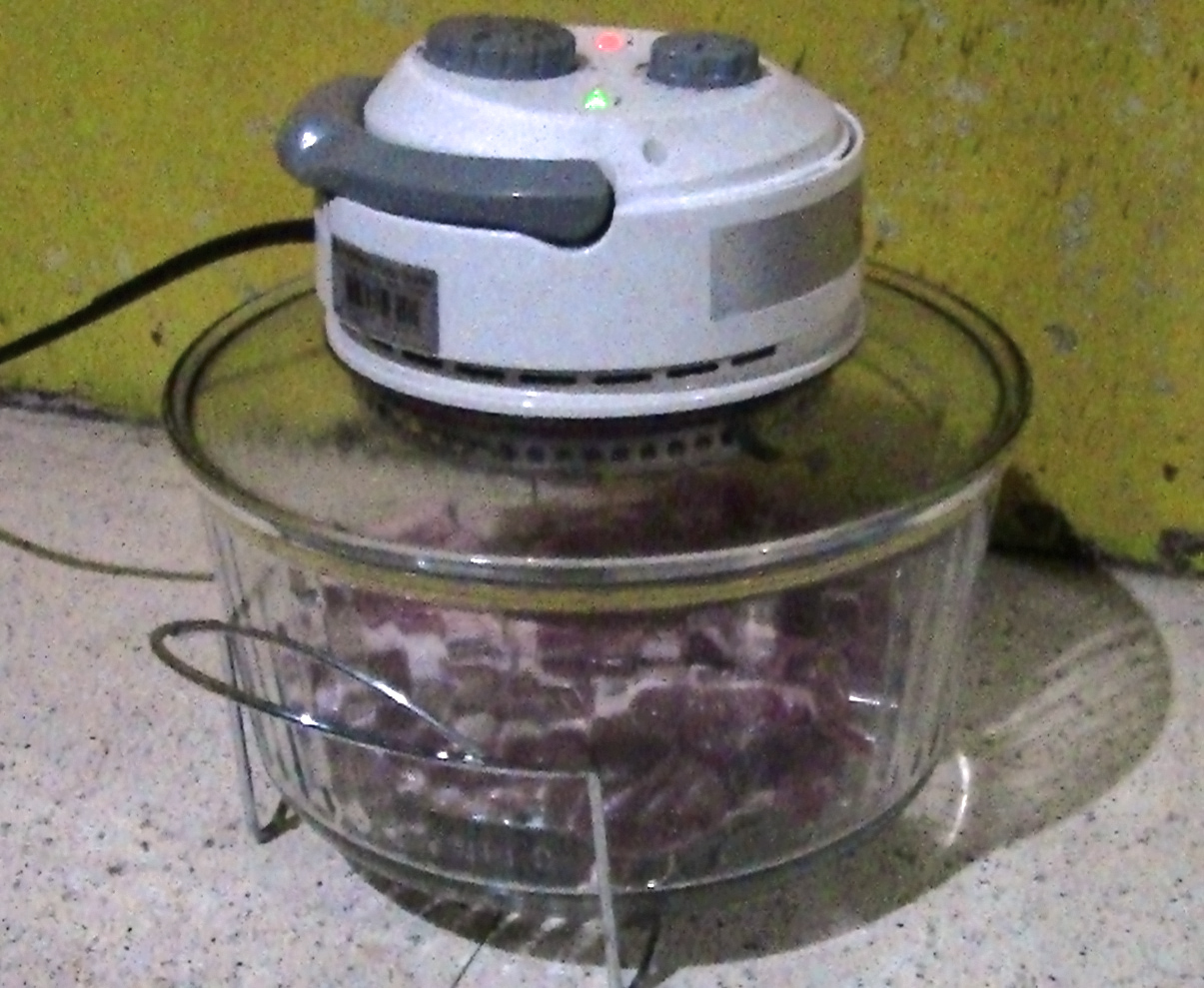
Varmluftsugn.

Varmluftsugn är ugn för matlagning som har fläktar som cirkulerar luften så att en jämnare värmefördelning åstadkoms, ungefär samma temperatur överallt i ugnen vilket tex gör det möjligt att ha många plåtar på olika nivåer samtidigt.
Varmluftsugnar finns dels som så kallad äkta varmluftsugn, där ett värmeelement finns vid fläkten. Luften värms med hjälp av det och luften värmer sedan i sin tur maten.
Och dels som så kallad falsk varmluftsugn eller fläktassisterad ugn där värmeelement vid fläkten saknas. Luften värms, och samtidigt maten, med de vanliga värmeelementen, över- och undervärmen. Det är en vanlig ugn med en cirkulationsfläkt.
En tumregel är att ett matrecept som är avsett för ugn utan fläkt bör ha temperaturen justerad 20 °C nedåt då ugn med fläkt används.